# 36. granátnická divize SS
36. Waffen-Grenadier Division der SS vznikla 14. února 1945 z SS-Sturmbrigade Dirlewanger (předtím se jednotka jmenovala SS-Sondereinheit Dirlewanger a na počátku květnu 1940 jako Wilddiebkommando Oranienburg), jejímž velitelem byl SS-Oberführer Oskar Dirlewanger. Členy této divize byli převážně vojenští delikventi, kteří tímto způsobem mohli odčinit své zločiny. Tato divize však dosáhla pouze síly neúplné brigády. Do března 1945 se zúčastnila bojů na frontě ve Slezsku. Poté se začala stahovat na severozápad k Labi. Během tohoto ústupu byla většina divize zničena Sověty a její zajatí příslušníci většinou popraveni. Mnoho zbylých mužů dezertovalo a SS-Brigadeführer Fritz Schmedes byl se zbytky divize 3. května 1945 zajat Američany.

## Velitelé
- SS-Oberführer Oskar Dirlewanger (14. únor 1945 – 15. únor 1945)
- SS-Brigadeführer Fritz Schmedes (15. únor 1945 – ?. květen 1945)

## Bojová struktura
- Waffen-Grenadier Regiment der SS 72 (72. pluk granátníků Waffen-SS)
- Waffen-Grenadier Regiment der SS 73 (73. pluk granátníků Waffen-SS)
- Pioneer-Brigade 687 (Heer) (687. ženijní brigáda - Wehrmacht)
- Grenadier-Regiment 1244 (Heer) (1244. pluk granátníků - Wehrmacht)
- Schwere-Panzerjäger-Abteilung 681 (Heer) (681. oddíl těžkých stíhačů tanků - Wehrmacht)
- SS-Artillerie-Abteilung 36 (36. oddíl polního dělostřelectva SS)
- SS-Fusilier-Kompanie 36 (36. rota střelců SS)
- SS-Panzer-Abteilung Stansdorf I (I. tankový oddíl SS Stansdorf)

## Válečné zločiny
Běžnou praxí této jednotky při protipartyzánských operacích bylo vyvraždění všech mužů, žen a dětí. Nejznámější je její krvavé působení během varšavského povstání.